# Pectis
Pectis es un género de plantas fanerógamas perteneciente a la familia de las asteráceas.  Comprende 208 especies descritas y de estas, solo 84 aceptadas. Son nativos de las Américas incluido el Caribe.

## Descripción
Son hierbas anuales o perennes, a veces con olor fuerte, glabras a cortamente pubescentes. Hojas opuestas, simples, angostas, proximalmente setoso-ciliadas, de otro modo enteras, punteadas en el envés con glándulas pelúcidas; sésiles. Capitulescencias de capítulos solitarios o cimas de pocas a muchas flores; capítulos radiados; involucros cilíndricos a campanulados; filarias 3–13 (raramente más), en 1 serie, libres, quilla endurecida en la porción proximal, en general con margen angosto, hialino, punteado-glandulares; flósculos del radio en igual número que filarias e individualmente abrazados por ellas, fértiles, amarillos; flósculos del disco pocos a muchos, fértiles, amarillos; corolas igualmente 5-lobadas o bilabiadas con un labio posterior ancho, 3–4 lobado y un labio anterior angosto, no lobado; anteras proximalmente subcordadas, apéndice distal muy corto, redondeado o emarginado; ramas del estilo muy cortas, densamente papilosas. Aquenios cilíndricos, con costillas redondeadas, casi siempre puberulentos, negruzcos; vilano de escamas, cerdas o aristas bien desarrolladas o reducidas a una corona.

## Taxonomía
El género fue descrito por Carlos Linneo y publicado en Systema Naturae, Editio Decima 2: 1189, 1221, 1376. 1759.	La especie tipo es: Pectis linifolia L.

## Algunas especies
- Pectis angustifolia Torr.
- Pectis carthusianorum Less.
- Pectis ciliaris L. - romero cimarrón de Cuba[4]
- Pectis coulteri Harvey & Gray
- Pectis cubensis (A.Rich.) Griseb. - romero cimarrón de Cuba[4]
- Pectis cylindrica (Fern.) Rydb.
- Pectis elongata Kunth
- Pectis filipes Harvey & Gray
- Pectis X floridana Keil
- Pectis glaucescens (Cass.) Keil
- Pectis humifusa Sw.
- Pectis imberbis Gray
- Pectis linearifolia Urban
- Pectis linearis Llave
- Pectis linifolia L. - flor de san Juan[4] (en Cuba)
- Pectis longipes Gray
- Pectis papposa Harvey & Gray
- Pectis prostrata Cav.
- Pectis rusbyi Greene ex Gray
- Pectis tenuicaulis Urban